# Публий Помпоний Грецин
Публий (Гай) Помпоний Грецин (на латински: Publius (Gaius) Pomponius Graecinus; † 38 г.) e политик на ранната Римска империя.

## Биография
Той е член на фамилията Помпонии, произлизаща от Помпо, син на Нума Помпилий. Вероятно е homo novus, приет в Сената по време на Август. Помпоний е приятел и патрон на поета Овидий, който адресира три писма до него в Epistulae ex Ponto („Писма от Черно море“) през 10 г.
През 16 г. Помпоний е суфектконсул заедно с Гай Вибий Руф.
Помпоний е женен за Азиния, сестра на Гай Азиний Полион. Той е баща на Помпония Грецина, която става съпруга на Авъл Плавций. Тя е обвинена в „чуждо вероизповедание“ през 57 г. и Авъл Плавций я защитава успешно. Вероятно е била привърженичка на християнството.
Неговият брат, Луций Помпоний Флак e консул през 17 г., управител на Мизия през 19 г. и последният имперски управител на Сирия през 35 г.